# 윤영관
윤영관(尹永寬, 1951년 1월 12일 ~ )은 대한민국의 대학 교수, 외교관이다. 외교통상부 장관을 지냈다.

## 생애
본관은 남원이며, 전북 남원시 출신이다. 외교통상부 장관으로 임명되기 이전에는 서울대학교 외교학과에서 교수로서 활동했다. 2003년 2월부터 2004년 1월까지 제32대 외교통상부 장관을 역임하였다. 임기 재직 중 외교통상부 북미국에서 발생한 파문으로 인해서 사실상 경질 당하였다. 퇴임 이후에는 다시 교편을 잡았으며, 서울대학교 사회과학대학 외교학과 교수로 활동하였다. 2010년부터 2016년까지 교수로서 활동하다가 정년 퇴임하였으며, 외교학과 명예교수 및 아산정책연구원 이사장으로 활동하고 있다.

## 학력
- 주생초등학교 졸업
- 전주북중학교 졸업
- 전주고등학교 졸업
- 서울대학교 외교학 학사
- 서울대학교 대학원 국제정치학 석사
- 존스홉킨스대학교 대학원 국제정치학 석사
- 존스홉킨스대학교 국제대학원 국제정치학 박사

## 경력
- 1977년 : 해군사관학교 교관 (국제법)
- 1987년 : 미국 캘리포니아 대학교 (Davis) 정치학과 조교수
- 1990년 : 서울대학교 사회과학대 외교학과 조교수,부교수,교수
- 1994년 : 한국정치학회 상임이사
- 1995년 : 한국국제정치학회 연구이사
- 1996년 : 미국 존스홉킨스 대학교 객원교수
- 1997년 : 미국 우드로 윌슨 센터 객원연구원
- 2000년 : 국무총리 자문기구 정책평가위원
- 2001년 : 사단법인 미래전략연구원 원장
- 2003년 : 대통령직인수위원회 외교통일안보분과 간사위원
- 2003년 : 외교통상부 장관
- 2007년 : 한반도평화연구원 원장
- 2010년 : 서울대학교 국제문제연구소 소장
- 한반도 평화 만들기 이사